# Мария Антония Баварская
Мария Антония Баварская (нем. Maria Antonia Walpurgis Symphorosa, Prinzessin von Bayern; 18 июля 1724, Мюнхен — 23 апреля 1780, Дрезден) — урождённая принцесса Баварская, благодаря браку с двоюродным братом стала курфюрстиной Саксонии. Кроме того, она, в отличие от других княгинь того времени, занималась не только поверхностными делами, но была композитором, художницей и поэтессой.

## Биография
Мария Антония была дочерью баварского курфюрста Карла Альбрехта (который позже стал императором Карлом VII) и австрийской эрцгерцогини Марии Амалии. Как старшая дочь влиятельных родителей она была интересна для женитьбы для многих европейских князей и имела политическую значимость. Она получила хорошее воспитание и образование, в том числе в области живописи, поэзии и музыки.
20 июня 1747 года в Дрездене она вышла замуж за саксонского курпринца Фридриха Кристиана, с которым она во время Семилетней войны в 1759 году сбежала от пруссаков в Прагу и Мюнхен и который через десять недель после коронации 17 декабря 1763 года умер от оспы. Поскольку старший сын, курфюрст Фридрих Август был ещё несовершеннолетным, она вместе с деверем, Францем Ксавером правила до 1768 года курфюршеством.

## Дети
- Фридрих Август I (1750—1827), курфюрст и позже король Саксонии, герцог Варшавский
- Карл Максимилиан (1752—1781)
- Йозеф (1754—1763)
- Антон (1755—1836), король Саксонии;
- Мария Амалия (1757—1831), замужем за Карлом II Августом Биркенфельд-Бишвейлерским
- Максимилиан (1759—1838)
- Тереза Мария (1761—1820)

## Награды
- 16 сентября 1745 года Марии Антонии был пожалован орден Святой Екатерины 1-й степени[4].

## Труды
- оперы:
  - Il trionfo della fedeltá (при помощи Хассе и Метастазио), премьера летом 1754 в Дрездене
  - Talestri, Regina delle Amazzoni (музыка: Феррандини), премьера 6 февраля 1760 или 1763 в Нимфенбурге
- прочие труды:
  - Текст для оратория «La conversione di S. Agostine» композитора Хассе, 1750
  - перепись с Фридрихом Великим